# Bedigliora

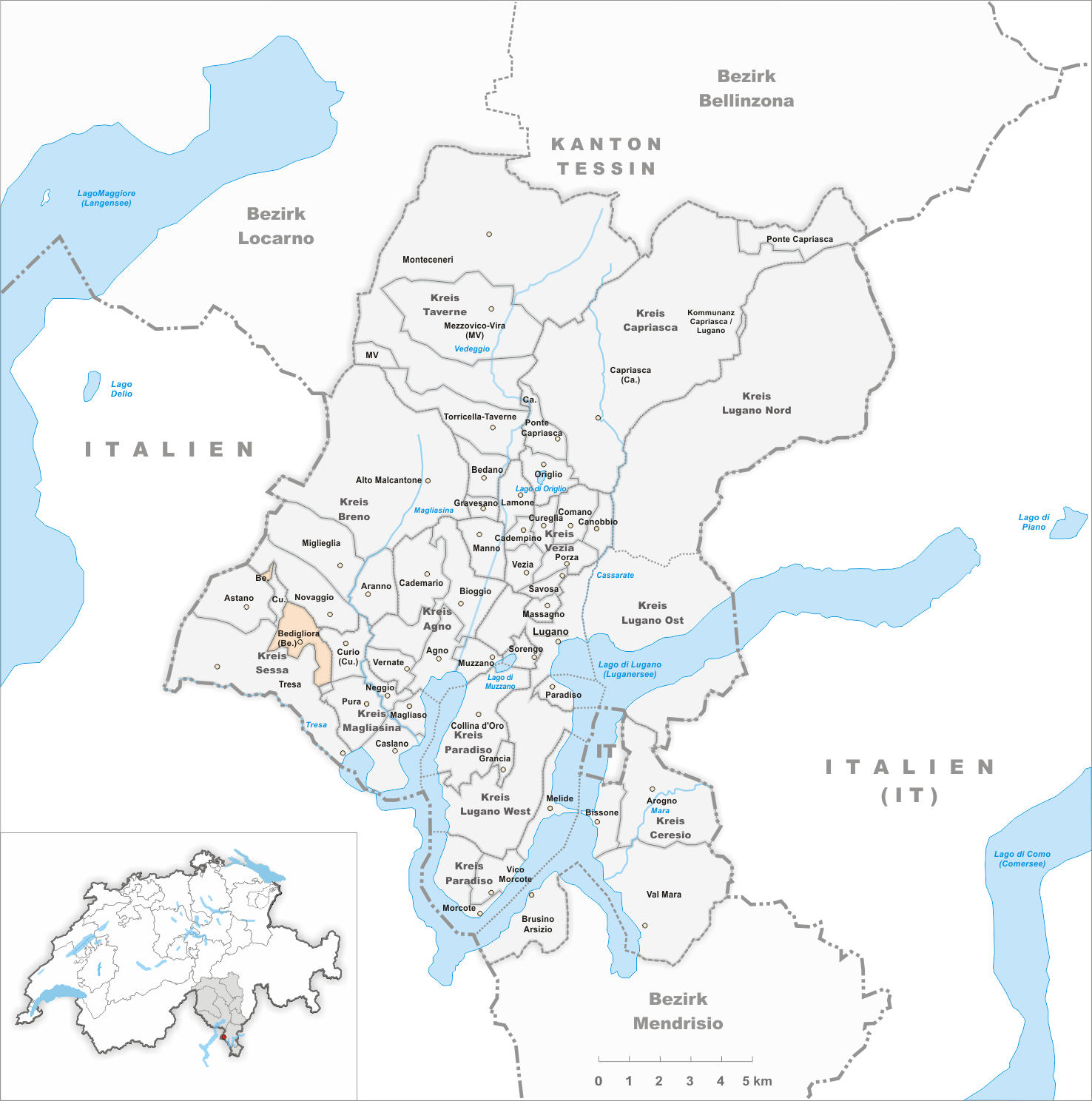
Gemeindestand bis zur Fusion am 6. April 2025

Bedigliora ist ein Dorf in der politischen Gemeinde Lema im Schweizer Kanton Tessin. Zur Ortschaft gehören die Weiler Banco und Nerocco im Nordwesten und Beride di Bedigliora. Bis zum 6. April 2025 bildete es eine eigenständige Gemeinde.

## Geographie
Das Dorf liegt in der Region Malcantone am Südhang des Hügels Bedeia (Bedeglia) (698 m ü. M.). Die Gemeinde enthält die Fraktionen Banco, Nerocco und Beride di Bedigliora.

## Geschichte
Das Dorf wurde 1335 als Bedaliola erstmals erwähnt. Zeugnis früher Besiedlung von Bedigliora ist ein Kuppelgrab auf dem Monte Bedeglia. 1852 und 1886 entdeckte man in Banco prähistorische Gräber mit einer nordetruskischen Inschrift und 1913 eine Axt aus der Steinzeit. Banco war bis 1599 der Hauptort des Kirchkreises (später Pfarrgemeinde) Bedigliora. Bedigliora, Curio und Novaggio gehörten zur castellanza (Kastlanei) oder Generalvicinanza desselben Namens. 1628 wurde Bedigliora von der Pest schwer heimgesucht.
Am 16. Juni 1929 erfolgte in Bedigliora die Gründung der Società Pro Malcantone. Die Gründungsmitglieder waren, als Präsident, Felice Gambazzi (Novaggio) sowie Attilio Pelloni (Breno TI), Cornelio De Stefani (Aranno), Eugenio Schmidhauser (Astano), Andrea Selva (Magliaso), Silvio Cattaneo (Bedigliora), Giovanni Grandi (Castelrotto), Nino Ezio Greppi (Caslano), Natale Marcolli (Biogno) und Antonio Pani (Sessa).
Am 26. November 2023 wurde in einer konsultativen Volksabstimmung der Vorschlag angenommen, mit den Nachbargemeinden Astano, Curio, Miglieglia und Novaggio zur neuen Gemeinde Lema zu fusionieren und damit die 20 Jahre zuvor abgelehnte Idee wieder aufzugreifen. Der Zusammenschluss der Gemeinden wurde am 6. April 2025 vollzogen.
Bedigliora bildet mit Banco und Nerocco nach wie vor eine eigenständige Bürgergemeinde.

## Bevölkerung
Einwohnerzahlen: Volkszählungsdaten

## Sehenswürdigkeiten
Das Dorfbild ist im Inventar der schützenswerten Ortsbilder der Schweiz (ISOS) als schützenswertes Ortsbild der Schweiz von nationaler Bedeutung eingestuft.
- Pfarrkirche San Rocco mit Fresken (1612), der Kirchenbau kam an die Stelle einer alten Kapelle aus dem 16. Jahrhundert; er wurde am 16. März 1644 eingeweiht[14] und enthält verschiedene Fresken: Fresko mit Santa Caterina e San Sebastiano, Kreuzigung, Madonna mit Kind und San Francesco.
- Kirche Santa Maria Assunta in der Fraktion Banco mit imposanter Sonnenuhr[14], schon erwähnt im Jahr 1416; letzte Restaurierung 1994, sie bewahrt die spätgotischen Fresken Madonna und die Verkündigung; die Glasmalereien sind von fra' Roberto Pasotti aus Bellinzona
- Oratorium San Salvatore auf dem Friedhof, mit Gemälde von Melchior Paul von Deschwanden[14]
- Pestkapelle della Barella[14]
- Verschiedene Schalensteine[15] im Ortsteil Rivascia beim Capèla de la Barèla (580 m ü. M.)[16]

## Verkehr
Das Dorf ist durch eine Postautolinie gut verknüpft mit Novaggio und Ponte Tresa.

## Sonstiges
- Fondazione Pietro Grassi[17]

## Bilder

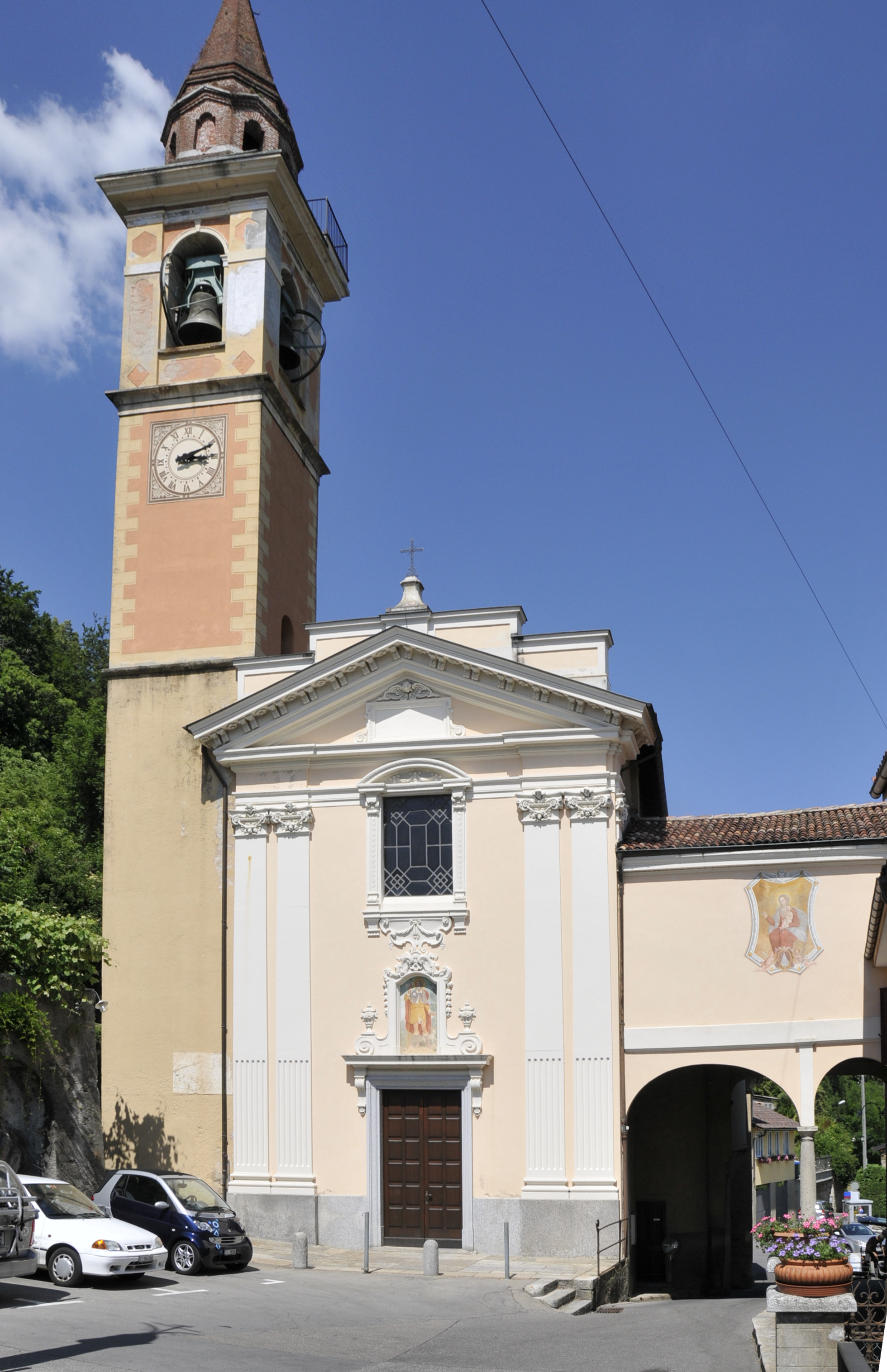
Pfarrkirche San Rocco
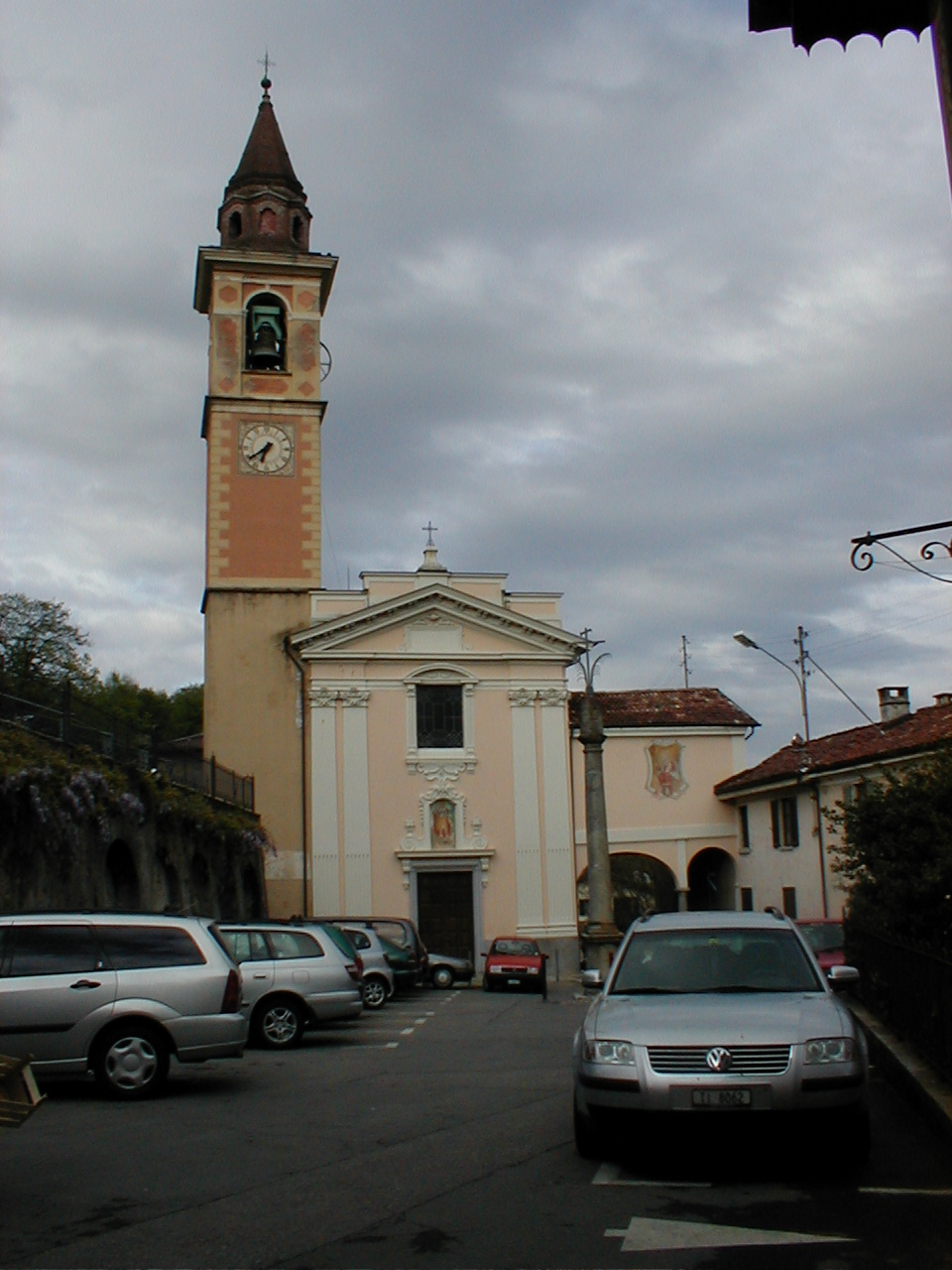
Kirchenplatz
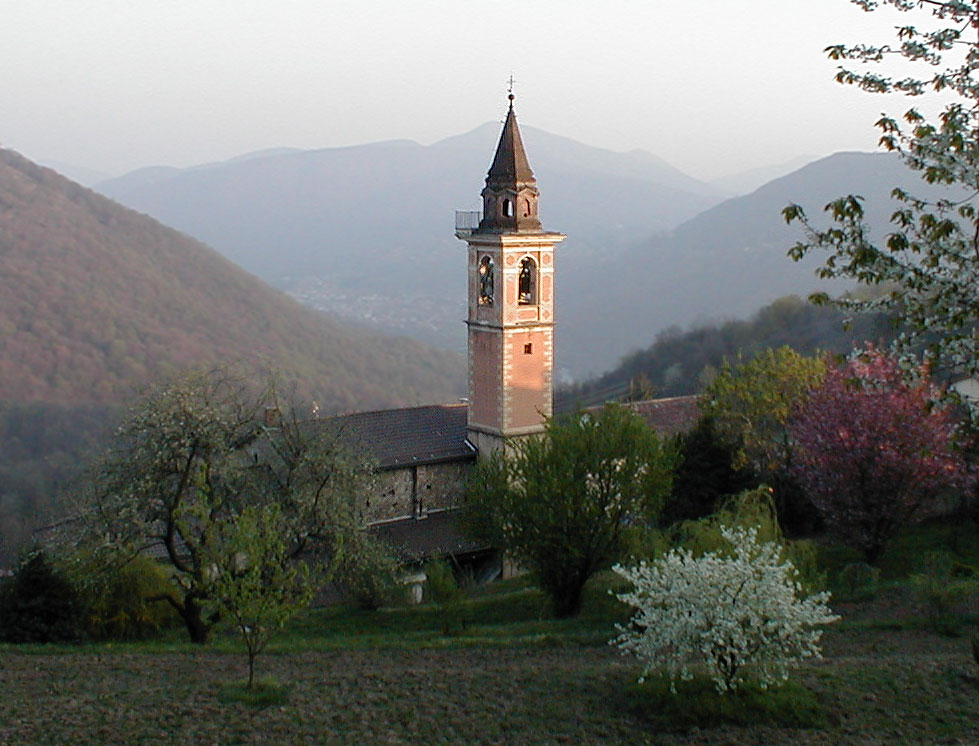
Blick vom Abhang des Bedeia auf den Kirchturm.
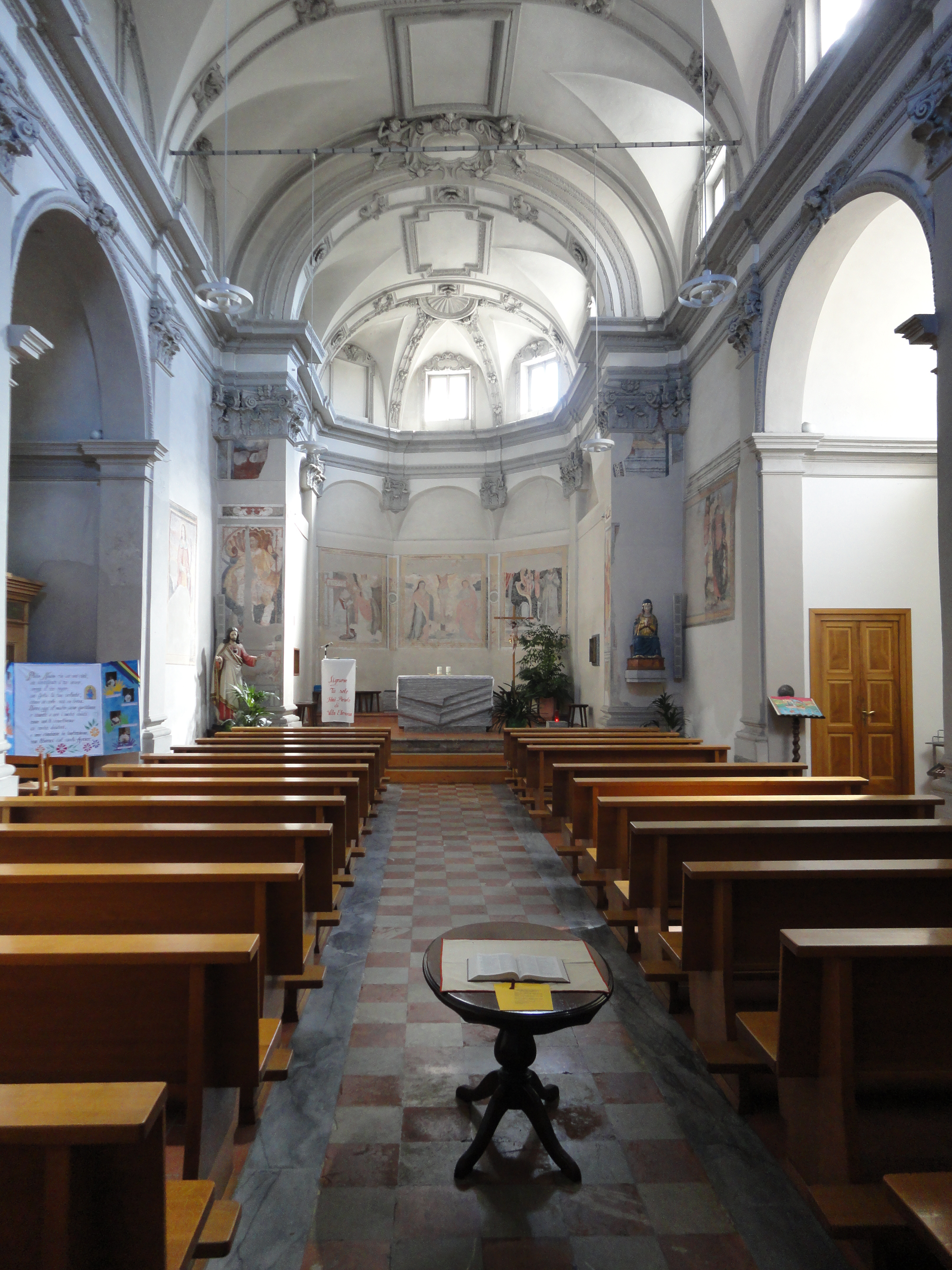
Pfarrkirche San Rocco, Innenansicht
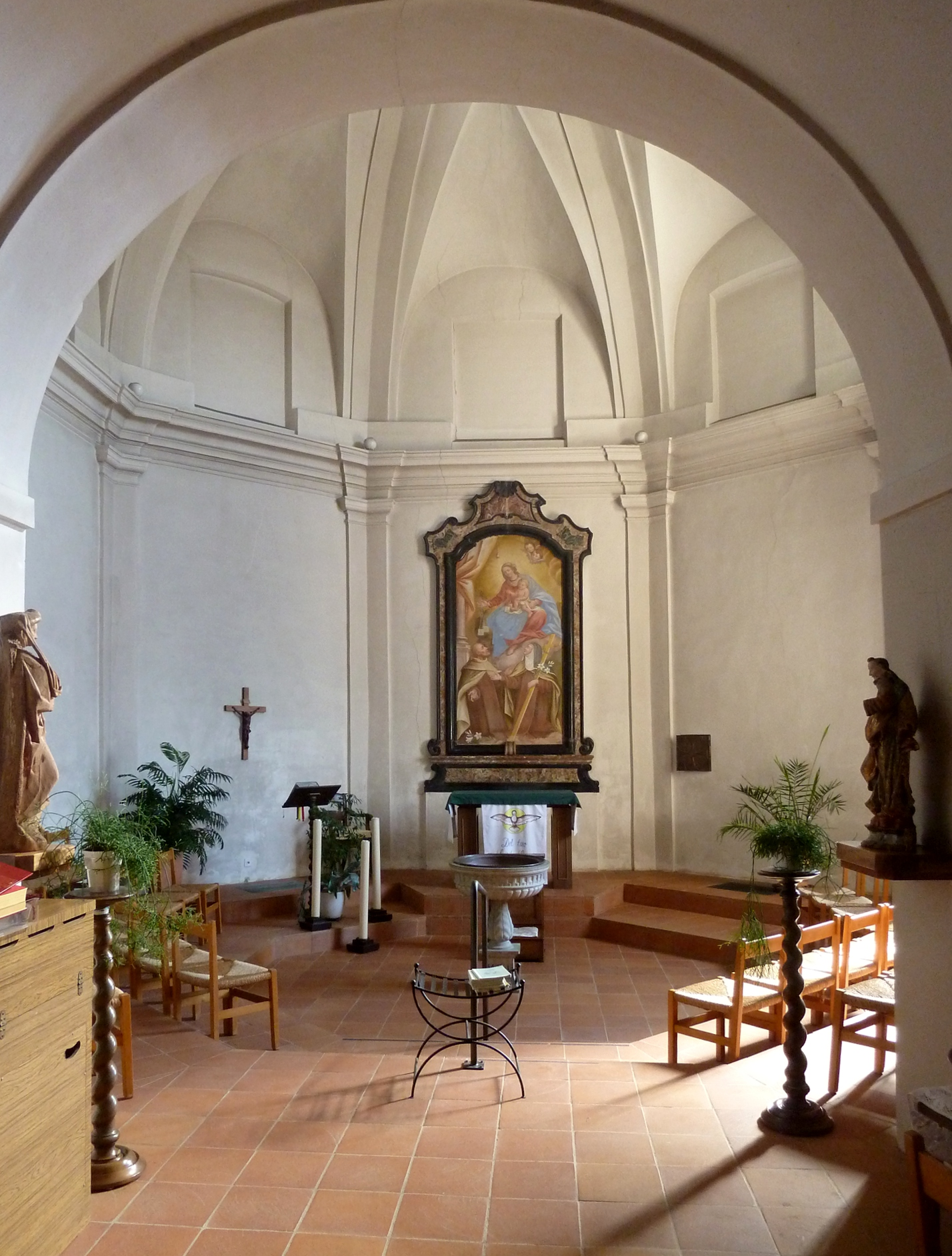
Kirche San Rocco, Taufkapelle:
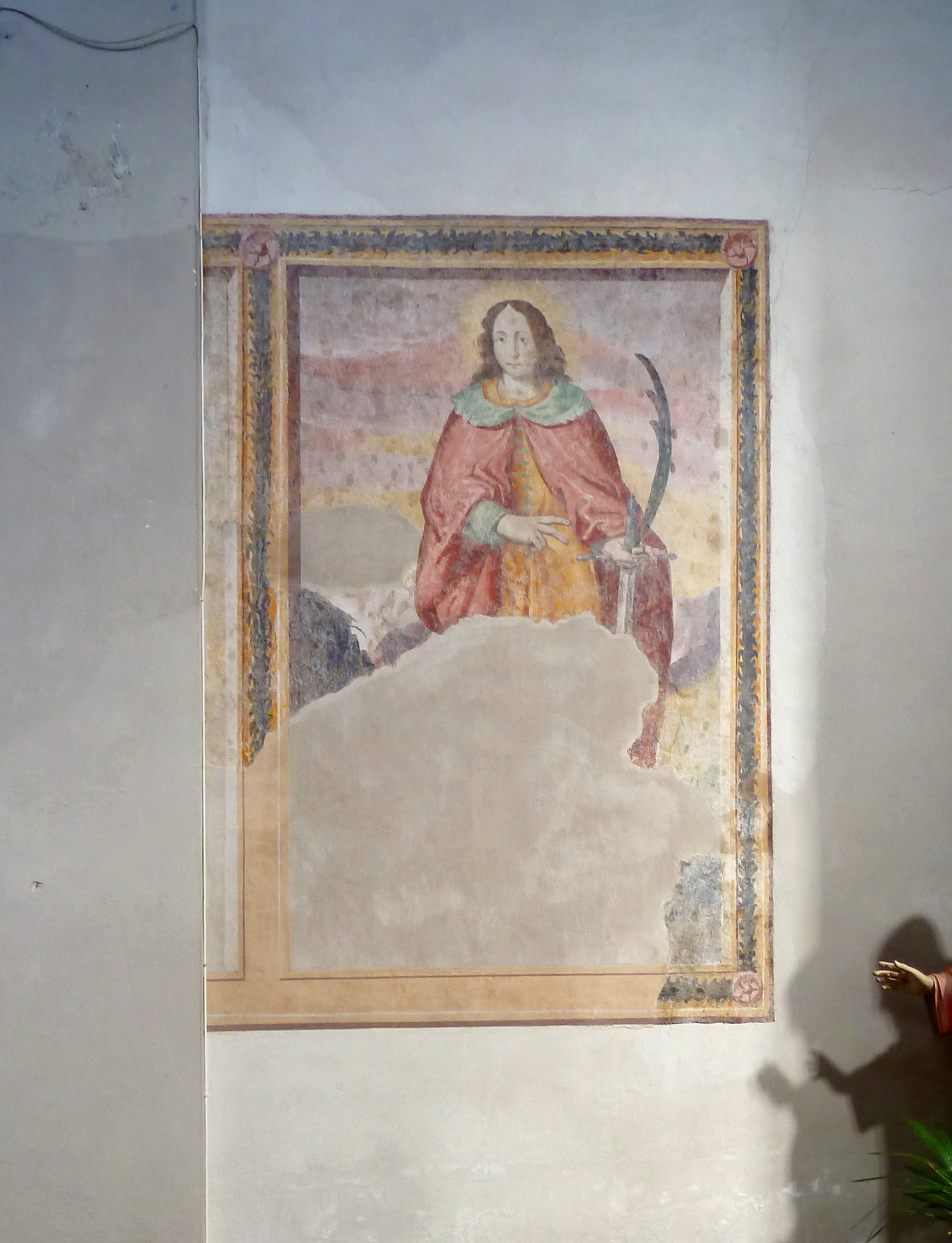
Kirche San Rocco, Fresko San Giuliano
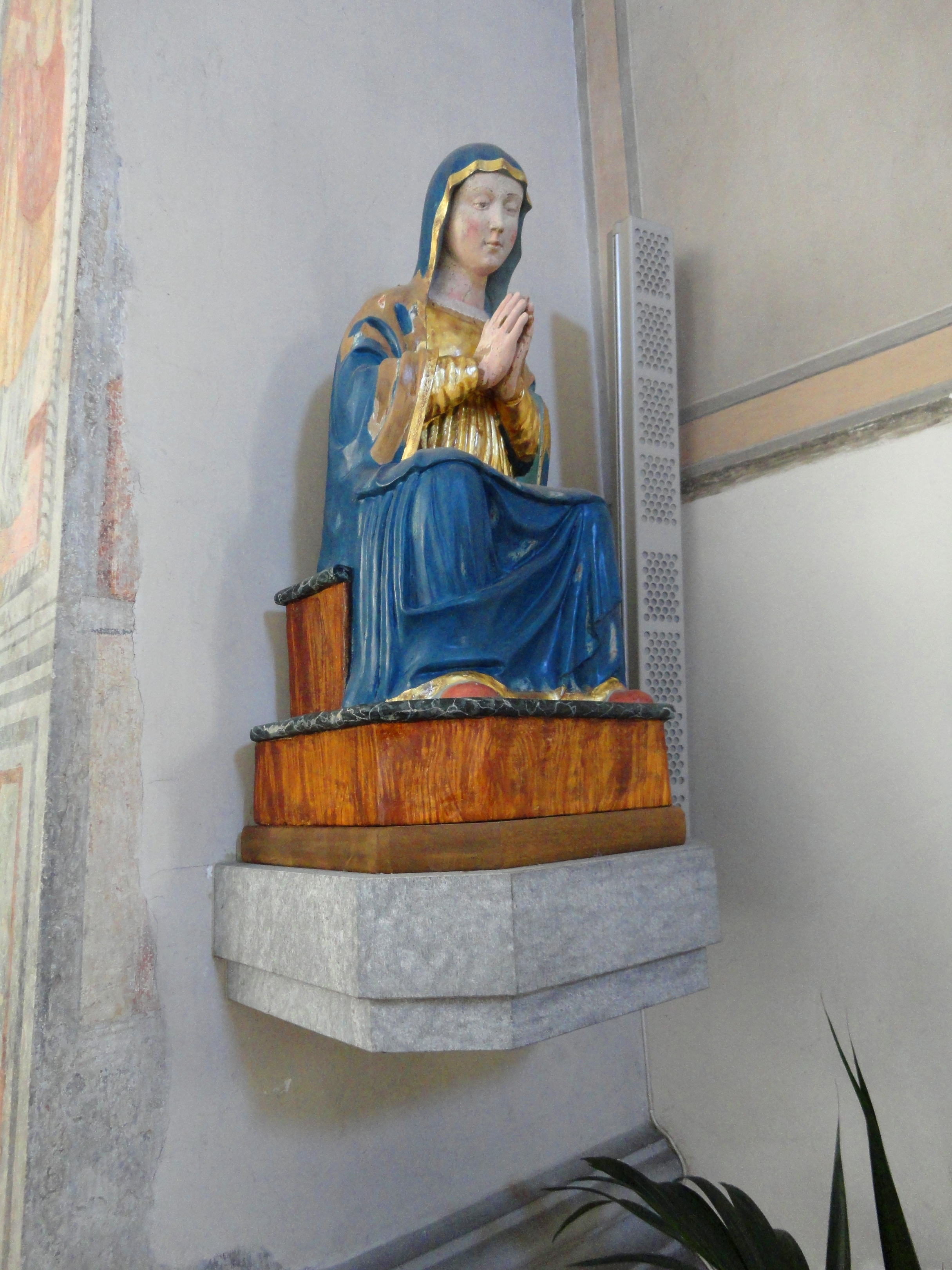
Bemalte Holzmadonna
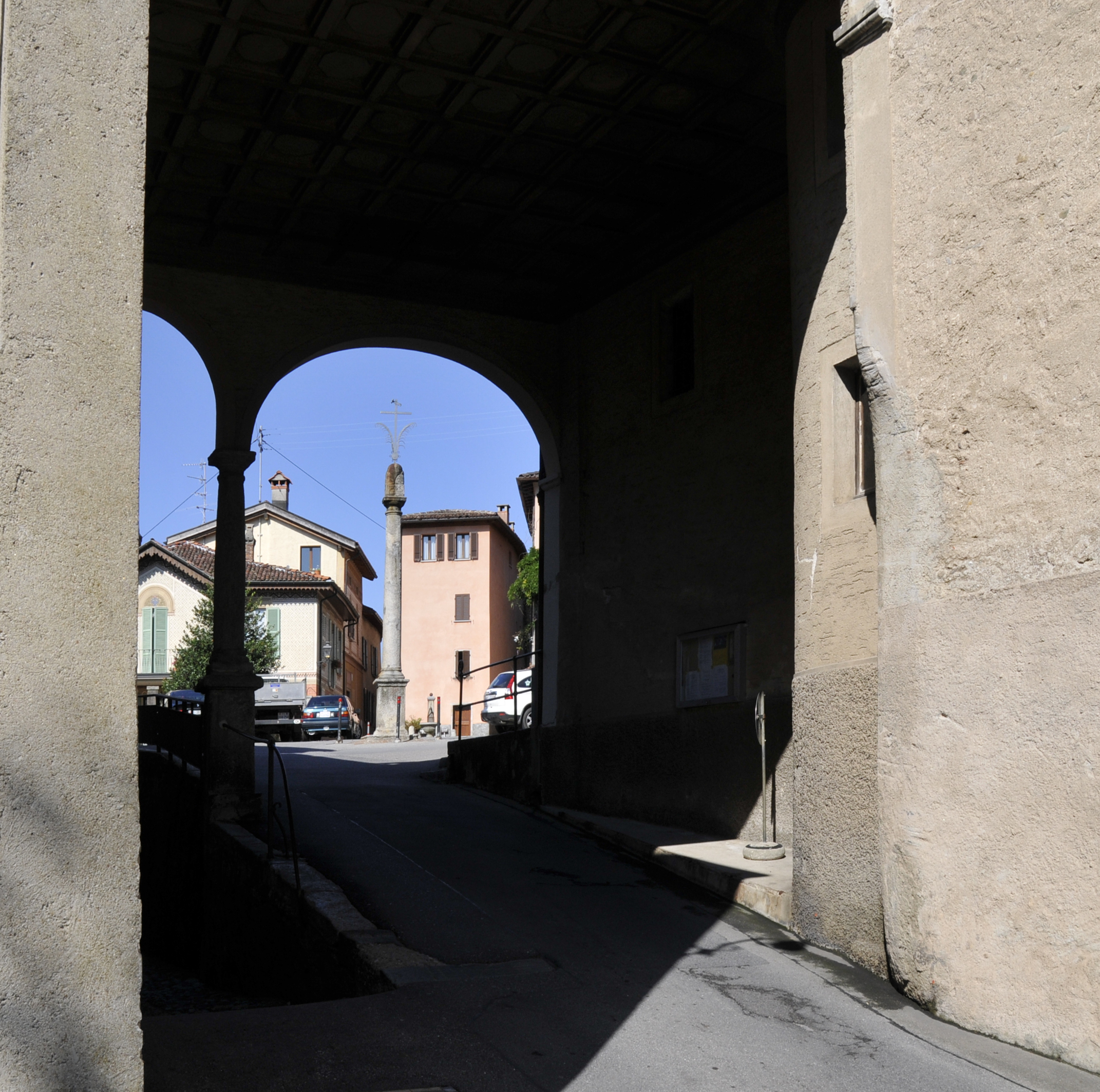
Bedigliora Dorfeingang
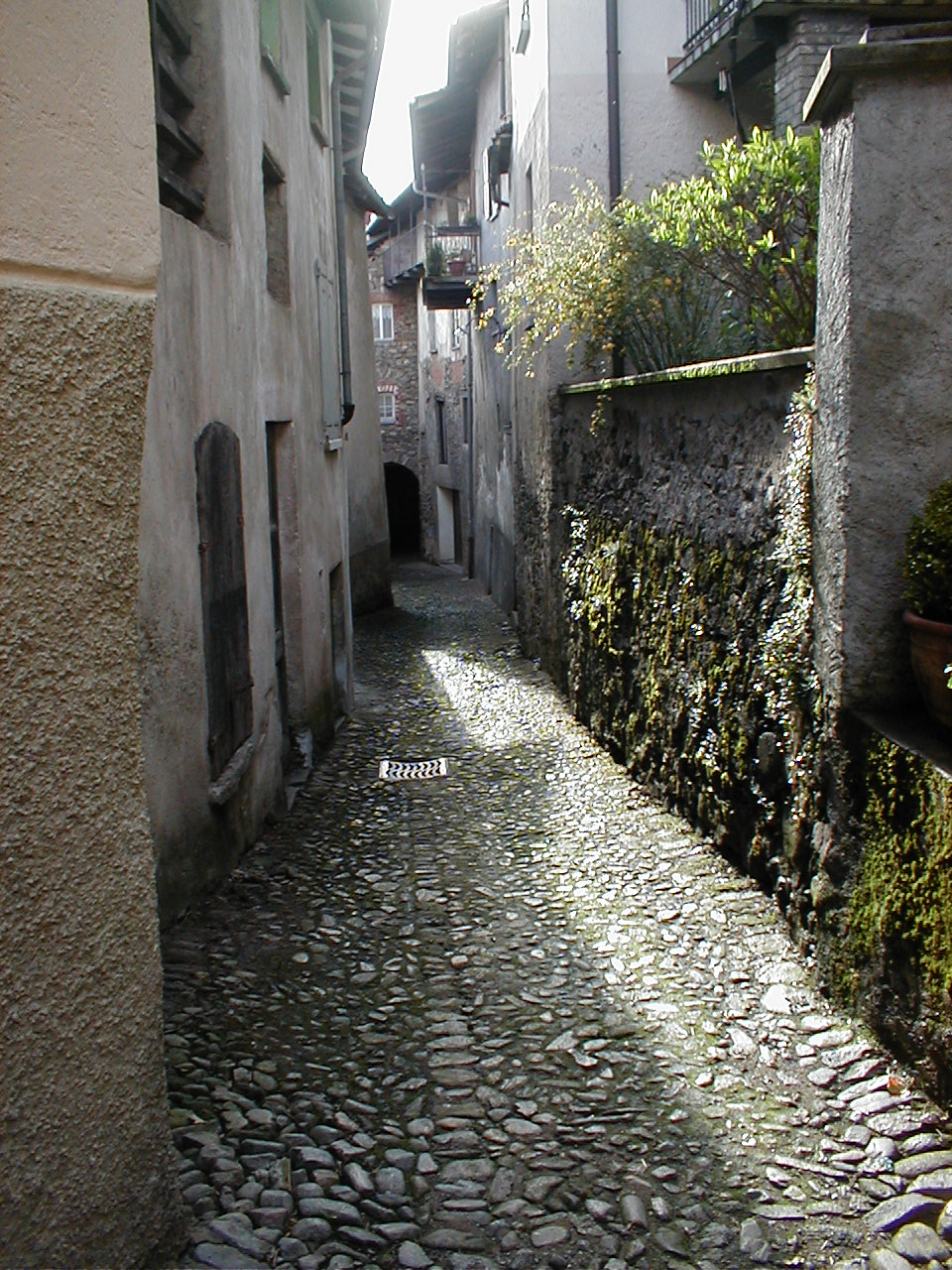
Das Dorf besteht vorwiegend aus solchen engen, malerischen Gassen
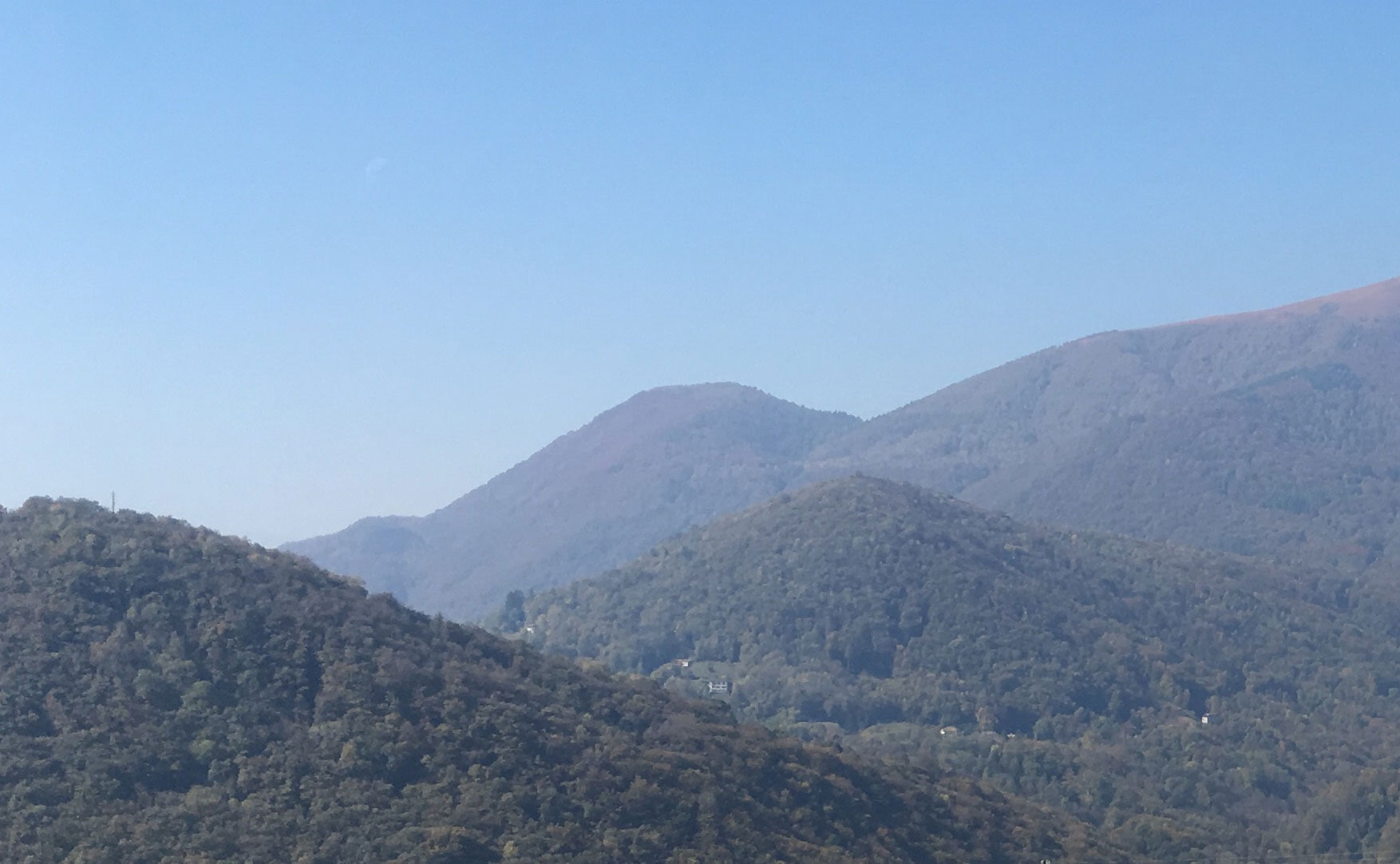
Hügel Bedeia mit Monte Rogoria im Hintergrund